# José Sosa
José Sosa Oliveras (Guaynabo, 27 giugno 1958) è un ex cestista portoricano.

## Carriera
Con Porto Rico ha disputato i Campionati del mondo del 1986 e i Campionati americani del 1984.